# Anania testacealis
Anania testacealis là một loài bướm đêm trong họ Crambidae.